# Iman Zandi
Iman Zandi (17 de setembro de 1981) é um basquetebolista profissional iraniano.

## Carreira
Iman Zandi integrou a Seleção Iraniana de Basquetebol, em Pequim 2008, que terminou na décima-primeira colocação.